# Scaphopetalum vanderystii
Scaphopetalum vanderystii är en malvaväxtart som beskrevs av Germain. Scaphopetalum vanderystii ingår i släktet Scaphopetalum och familjen malvaväxter. Inga underarter finns listade i Catalogue of Life.